# (11753) Geoffburbidge
(11753) Geoffburbidge (2064 P-L) – planetoida z pasa głównego asteroid okrążająca Słońce w ciągu 5,68 lat w średniej odległości 3,18 j.a. Odkryta 24 września 1960 roku.